# ハデス (キリスト教)
ハデス（ギリシア語: Ἅιδης）は、新約聖書に10回登場する、死者が行く場所である。ギリシア神話の冥界の神ハーデースからとった言葉であるとされている。旧約聖書のシェオルと共通の概念を持っている。

## キリスト教の伝統的な理解

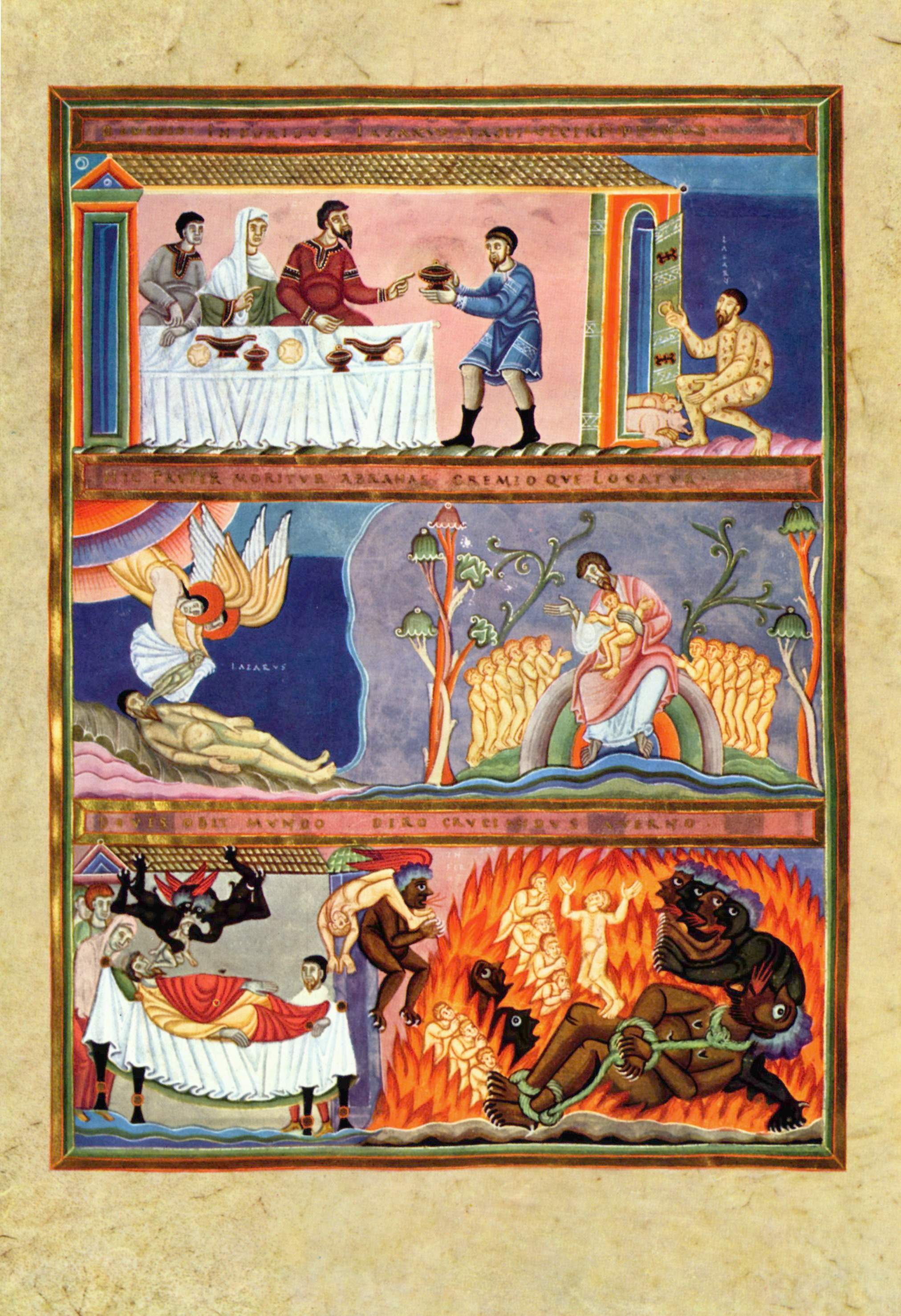
金持ちとラザロ

- 使徒言行録2章27節、31節では、詩篇16篇10節のシェオルがハデスと訳されている。これは、死後の世界をさしており、肉体的な死と神の最後の審判との間の中間状態を指している言葉である。
- 使徒言行録2章25節－31節でペテロは死とハデスを同義語として用いている。
- マタイによる福音書11章23節では、カファルナウムがハデスに落とされるとイエス・キリストが発言している。これは、シェオルが地下にあるというユダヤ人の概念に関係がある。
- マタイによる福音書16章18節では、ハデスは教会の敵であり、サタンの本拠地であり、サタンと同義語に用いられている。
- ルカによる福音書16章19節－31節の金持ちとラザロの話は、ハデスで金持ちが苦しんでいる記述から、ハデスが苦しみの場所であることを表している。ラザロと金持ちがお互いに行き来できない別々の場所にいたということから、ハデスが二つに分けられている可能性を示唆している。

しかし、伝統的な解釈では、大きな淵とは、ハデスと天国の淵のことである。ユダヤ文献では通常アブラハムの居場所はハデスではなく天である。

## エホバの証人の理解
- ハデスは旧約聖書におけるシェオルと同列に置かれ、人類共通の墓もしくはその領域と定義される。ハデスにいる者には何の意識もなく（伝道 9:5、10）、象徴的な場所であり現存する特定の場所ではない。
- ルカによる福音書16章19節から31節の、金持ちとラザロのたとえ話は寓話的なものであり、地獄による永遠の責め苦を表してはいないと解釈する。このたとえ話は見下げられていたユダヤ人とパリサイ人の状況の変化を表しており、火はパリサイ人に宣告される裁きの音信を指して用いられている。